# Одесские новости
«Оде́сские Но́вости» — российская ежедневная литературная, коммерческая и справочная газета рубежа XIX / XX веков.

## История
Выходила на русском языке в Одессе (Российская империя) с 1884 по февраль 1920 года (за исключением периодов большевистского режима в городе). Редакторы-издатели — М. Г. Тульчинский, А. И. Черепенников, А. П. Старков. Последним редактором газеты в 1900—1920 годах был кандидат права Израиль Моисеевич Хейфец (1867—1945). 
С 1893 года газета значительно расширилась и стала называться политической, литературной, научной, общественной и коммерческой. По своему направлению «Одесские новости» примыкали к «Русским ведомостям». Наряду с газетами «Киевская мысль», «Южный край» и «Одесский листок», газета «Одесские новости» была одной из крупнейших в России после революции 1905—1906 годов, её тираж достигал 12-40 тысяч экземпляров в день.
С газетой сотрудничал Владимир Жаботинский, сначала как иностранный корреспондент, затем как член редакции и ведущий фельетонист. В газете постоянно работал известный дореволюционный карикатурист Михаил Линский. Членом редакции служили журналист Александр Абрамович Поляков, экономист и публицист Самуил Израилевич (Сергеевич) Зак (1868—1930).
Корреспондентом газеты, в том числе и заграничным — в Лондоне (как единственный из сотрудников знающий английский язык), был Корней Чуковский.
В 1913—1914 годах годовая подписка на «Одесские новости» с приложением стоила 10 рублей.